# Anartia corona
Anartia corona är en fjärilsart som beskrevs av Gosse 1880. Anartia corona ingår i släktet Anartia och familjen praktfjärilar. Inga underarter finns listade i Catalogue of Life.